# خلية لانغهانز العملاقة

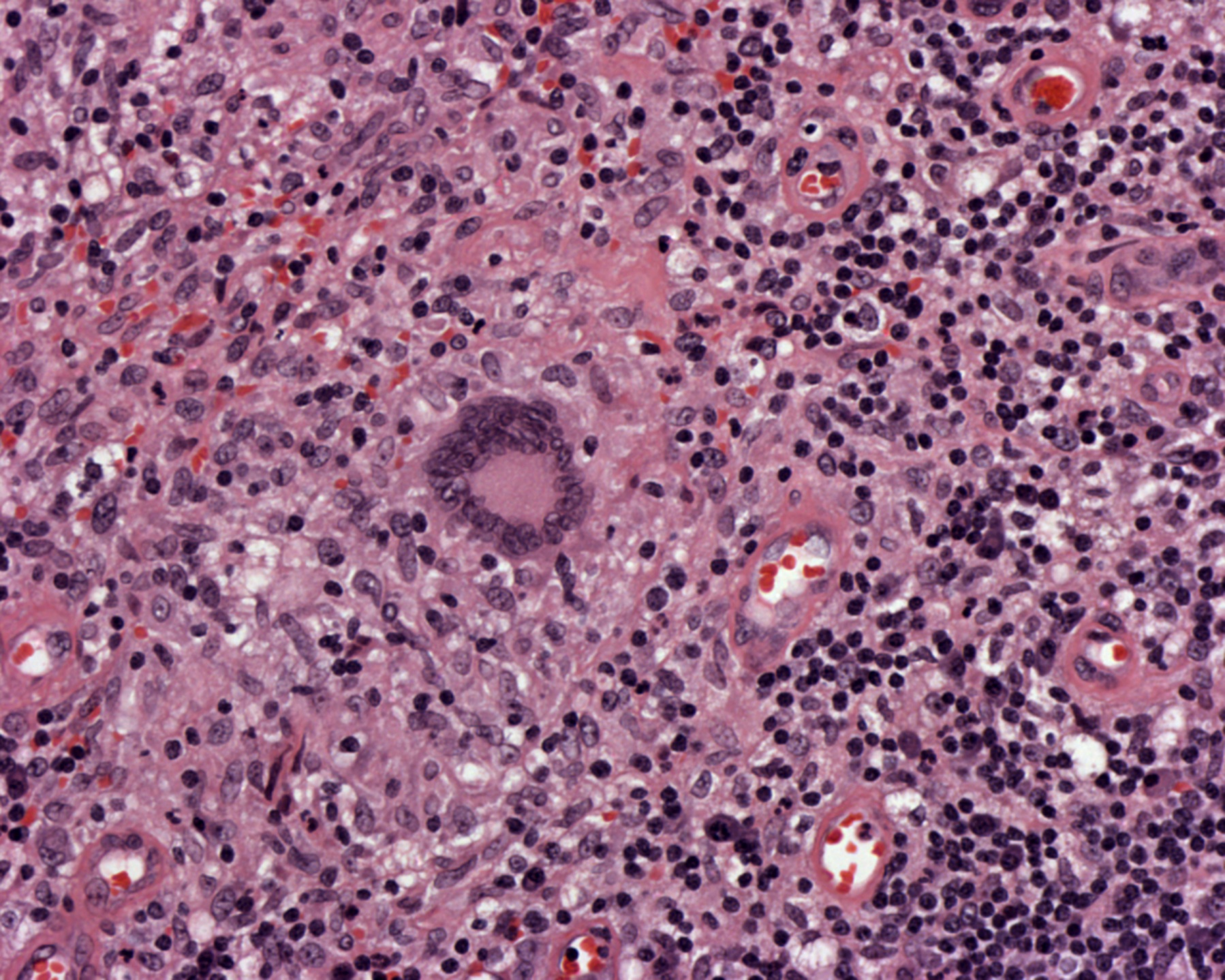
نسيج محبب وورم حبيبي من اليسار إلى الوسط. وفي الوسط توجد خلية لانغهانز العملاقة. المريض كان مصابا بعدوى المتفطرة المقرحة في الجلد.

خلية لانغهانز العملاقة (بالإنجليزية: Langhans giant cell)‏ وتسمى كذلك خلية بيروغوف-لانغهانز (بالإنجليزية: Pirogov-Langhans cells)‏ هي نوع من الخلايا الكبيرة التي توجد في حالات الورم الحبيبي.
تتكون خلية لانغهانز العملاقة من اندماج خلايا شبيهة بالظهارية (خلايا أكولة كبيرة) ويتحوي على نوى تنتضم على شكل حذوة الفرس في حواف الخلية.
وجود خلايا لانغهانز العملاقة مرتبط بالإصابة بالسل، لكنها ليست خاصة بالسل أو أمراض المتفطرة. هذه الخلايا موجودة تقريبا في كل أمراض الورم الحبيبي بغض النظر عن السبب.
سميت هذه الخلايا على اسم الطبيب الألماني تيودور لانغهانز.
توجد هذه الخلايا عادة في خزع الرئة وخزع العقد اللمفية في داء الساركويد.